# NGC 3586
NGC 3586 је емисиона маглина у сазвежђу Прамац која се налази на NGC листи објеката дубоког неба.
Деклинација објекта је - 61° 21' 8" а ректасцензија 11h 12m 29,9s. Привидна величина (магнитуда) објекта NGC 3586 износи 9,9. NGC 3586 је још познат и под ознакама ESO 129-EN13.